# Dunlavin
Dunlavin (irl. Dún Luain) – miasteczko w Irlandii, w prowincji Leinster, w hrabstwie Wicklow położone około 48 km na zachód od Dublina.
Miejscowość została założona pod koniec XVII wieku i w tym czasie była bardzo ważnym ośrodkiem w regionie.
W centrum miasteczka znajduje się budynek sądu, wybudowany w stylu doryckim. Jest to jeden z trzech tego typu budynków Irlandii. Co roku latem odbywa się tu Festiwal Sztuki Dunlavin.
22 czerwca 1885 w Dunlavin utworzono stację kolejową. W dniu 27 stycznia 1947 roku została ona zamknięta dla ruchu pasażerskiego, a 10 marca 1947 również dla ruchu towarowego. Zamknięta ostatecznie w dniu 1 kwietnia 1959 roku.